# Indolestes alleni
Indolestes alleni là loài chuồn chuồn trong họ Lestidae. Loài này được Tillyard mô tả khoa học đầu tiên năm 1913.